# Oleg Kutuzov
Oleg Ivanovič Kutuzov (in russo Олег Иванович Кутузов?; Leningrado, 17 maggio 1935 – San Pietroburgo, 27 febbraio 2025) è stato un cestista sovietico.

## Carriera
Con l'Unione Sovietica ha disputato i Campionati mondiali del 1959.